# Coralie
Coralie är ett kvinnonamn av franskt ursprung som betyder "korall", namnet kommer från det latinska ordet coralium, alternativt det franska ordet "corail", tidigare skrivet "coral", som kommer från det grekiska ordet korallion . Förnamnet Coralie kan även betraktas som en variant av förnamnet Cora, i sig härlett från det grekiska namnet Koré, vilket betyder "ung flicka".
Den 31 december 2021 fanns det totalt 63 kvinnor folkbokförda i Sverige med förnamnet Coralie, varav 41 kvinnor bar det som tilltalsnamn 